# دهمير (بمبور الغربي)
دهمیر (بالفارسية: دهمیر) هي قرية تقع في إيران في قسم بمبور الغربي الريفي. يقدر عدد سكانها بـ 2,593 نسمة .